# Las Garzas (Santa Fe)
Las Garzas, también conocida como María Ignacia, es una localidad y comuna argentina que se encuentra en el Departamento General Obligado, al noreste de la provincia de Santa Fe, a 40 km de Reconquista y a 366 km de la capital provincial. Es famosa por ser el lugar de nacimiento del cantautor Horacio Guarany.

## Población
Cuenta con 1,779 habitantes (Indec, 2010), lo que representa un descenso del 9,78% frente a los 1,843 habitantes (Indec, 2001) del censo anterior.
| Gráfica de evolución demográfica de Las Garzas entre 1991 y 2010 |
|                                                                  |
| Fuente: Censos nacionales del INDEC                              |

## Creación de la comuna
- 6 de agosto de 1897.

Fue fundada por Ramón Yoles, quien se encargó de la construcción de las primeras entidades comunales, entre ellas la iglesia, el cementerio, la escuela, con materiales que traían desde Europa en los barcos que cargaban el material para la construcción del ferrocarril. sus restos al igual que el de su señora esposa, Emilia Revainera, se encuentran en la iglesia. La que fue construida con elementos decorativos que hacía traer de Francia. Tuvo ocho hijos, cuatro varones y cuatro mujeres, entre ellos el Padre Ramón René Yoles, quien misionó en la ciudad de Santiago del Estero, Argentina. -

## Santa Patrona
- Nuestra Señora de Lourdes, festividad: 11 de febrero

## Localidades y parajes
- Las Garzas
- Parajes
  - Campo Bais
  - Paso Cañete
  - Paso Villanueva
  - Puerto Ocampo
  - Las Garcitas
  - El Tapialito

## Entidades recreativas
- Club Atl. Las Garzas FBC.
- Hípico Carlos F. Sosa
- El potrero Fútbol 5.
- Complejo Electric Disco.

## Personajes
Eraclio Catalina Rodríguez (Horacio Guarany) Cantante y compositor de folklore. 